# 森脇一夫
森脇 一夫（もりわき かずお、1907年(明治40年)5月10日 - 1978年(昭和53年)3月25日）は、歌人、国文学者。
アメリカ合衆国ハワイに生まれ、生後4カ月で帰国して広島県豊田郡沼田西村（現・三原市）で育つ。1927年東京府豊島師範学校卒業後、小学校訓導となる。1932年日本大学高等師範部国語漢文科卒業、1936年東京高等師範学校研究科卒業、1939年日本大学法文学部文学科卒業。1942年東京市本所高等実践女学校教諭、1946年日本大学予科教授、1949年日本大学助教授、1956年日本大学教授。1960年「万葉の美意識」で日本大学文学博士。1977年定年。
若山牧水系の歌人で、1928年菊池知勇の『ぬはり』に参加。

## 著書
- 『斎庭 歌集』ぬはり社、1938
- 『万葉集 作者別抄本』編、東京書院、1948
- 『評釈近代短歌』東宝書房、1954
- 『近代短歌・人と作品 若山牧水』桜楓社出版、1961
- 『短歌の世界 創作と研究』短歌新聞社、1966
- 『学園荒れたり 森脇一夫歌集』短歌新聞社、1969
- 『若山牧水研究 別離研究編』桜楓社、1969
- 『万葉の美意識』桜楓社、1974
- 『近代短歌の歴史』桜楓社、1976、現代の教養
- 『万葉の歴史と風土』桜楓社、1976

### 記念論文集
- 『万葉の発想』森脇一夫博士古稀記念論文集刊行会編 桜楓社、1977

## 参考
- 『日本近代文学大事典』講談社、1984